# Ebro (camioneta)
L'Ebro és un projecte de vehicle camioneta totterreny amb motor elèctric ideat pel fabricant d'automòbils EV Motors. La marca compta també amb els vehicles crossovers Ebro S700 i Ebro S800, així com el projecte de furgoneta Ebro Van.
Es preveu que es fabriqui a la planta d'EV Motors de Barcelona a partir de 2027.

## Història
El nom d'Ebro ja havia estat utilitzat a Catalunya, ja que Motor Ibérica l'usà com a nom comercial per als seus camions, tractors i totterrenys entre els anys 1954 i 1987.
El projecte de fabricació d'una camioneta elèctrica és va anunciar l'any 2021 sota l'impuls de quatre empreses catalanes, la majoria establertes a Martorell o Vilanova del Vallès, com són EcoPower Automotive, Btech, Nexus Projectes, Api Brother i Jaton Racing.
L'objectiu era construir aquesta camioneta elèctrica anomenada Ebro a les instal·lacions de Nissan a la Zona Franca de Barcelona a partir del 31 de desembre de l'any 2021, ja que és quan estava prevista la marxa de Nissan. La nova camioneta Ebro estaria més orientada al món de la competició, però no entraria en competició, i en el mercat, fins a l'any 2022 amb una prova al Dakar d'aquell any. La previsió de producció inicial era de 4.000 unitats, una xifra que aniria creixent fins als 30.000 vehicles anuals abans del 2030.